# Bazylika Nawiedzenia Najświętszej Maryi Panny w Sejnach
Bazylika Nawiedzenia Najświętszej Maryi Panny – kościół podominikański w Sejnach.
Kościół pełni funkcję świątyni parafialnej, sanktuarium i kolegiaty. Nosi godność bazyliki mniejszej. Stanowi wschodnią część dawnego kompleksu klasztornego dominikanów. Ze względu na bogatą historię i wielokulturowość regionu jest prawdziwą atrakcją turystyczną północno-wschodniej Polski.

## Historia powstania kościoła
Kościół Nawiedzenia Najświętszej Maryi Panny został zbudowany w latach 1610–1619 w stylu późnorenesansowym przez dominikanów, którzy zostali sprowadzeni do Sejn w 1602 z Wilna. Fundatorem sejneńskiego klasztoru był Jerzy Grodziński.
Świątynia została konsekrowana przez biskupa Jerzego Tyszkiewicza w 1632 pod wezwaniem Najświętszej Maryi Panny, św. Jerzego i św. Jacka. W późniejszym czasie do kościoła został dobudowany kompleks zabudowań klasztornych, które ukończono w 1706. W latach 1760–1779 dokonano przebudowy kościoła w stylu baroku wileńskiego. Fundatorką tego przedsięwzięcia była Róża z Platerów Strutyńska.
Podczas przebudowy świątyni zmieniono orientację kościoła. W miejscu poprzedniego prezbiterium zbudowano monumentalną, dwuwieżową fasadę oraz przedłużono wnętrze o dwa przęsła. W trakcie prac zlikwidowano przybudówki połączone z korpusem nawowym i prezbiterium. Rozebrana została dzwonnica stojąca po północnej stronie kościoła.

## Sejneńskie Seminarium duchowne
W 1804 klasztor dominikański w Sejnach został skasowany przez władze pruskie. Kościół podominikański został zamieniony na parafialny. W 1818 kościół poklasztorny został podniesiony do godności katedry diecezji augustowskiej, a zabudowania klasztorne przeznaczone na siedzibę biskupa, kurii i seminarium duchownego.
W latach 1807–1817 w salach klasztoru działało liceum, którego dyrektorem był ks. Wojciech Szweykowski (późniejszy rektor Uniwersytetu Warszawskiego). Uczelnie działające w klasztorze słynęły z wysokiego poziomu nauczania, a Sejny zdobyły miano „Oxfordu Północy”.  W roku 1826 biskupem sejneńskim został Mikołaj Manugiewicz, który zdobył dotację rządową na uruchomienie i prowadzenie Seminarium Duchownego W 1826 roku w poklasztornych budynkach zostało otwarte nowe Seminarium Duchowne. Kształciło ono kleryków dla potrzeb całej nowej diecezji sejneńskiej (istniała 1818-1925), którą utworzył po zniesieniu diecezji wigierskiej Papież Pius VII.  Diecezja liczyła 12 dekanatów, od Wysokiego Mazowieckiego i Łomży na południu, po Kalwarię, Mariampol i Wiłkowyszki na północy. W parafiach na tym obszarze posługiwali duchowni kształceni w seminarium sejneńskim. Seminarium kształciło wielu przyszłych wybitnych litewskich duchownych, działaczy -  przyszłą inteligencję odradzającego się narodu litewskiego.
Po utworzeniu Republiki Litewskiej i Rzeczypospolitej Polskiej w 1925 diecezja augustowska (sejneńska) została zniesiona i podzielona na dwie diecezje: wyłkowyską i łomżyńską. Siedziby biskupów przeniesiono do Łomży i Wyłkowyszek. Świątynia utraciła rangę katedralną i przez następne dziesięciolecia nie pełniła zaszczytnych funkcji, pozostając jedynie lokalnym ośrodkiem pielgrzymkowym oraz kościołem parafialnym.
W 1973 w związku z planami rozwoju sanktuarium maryjnego i koronacją figury Matki Boskiej Sejneńskiej kościół podominikański został podniesiony do godności bazyliki mniejszej. W 2005 świątynia została ustanowiona kolegiatą kapituły sejneńsko-wigierskiej.

## Opis kościoła

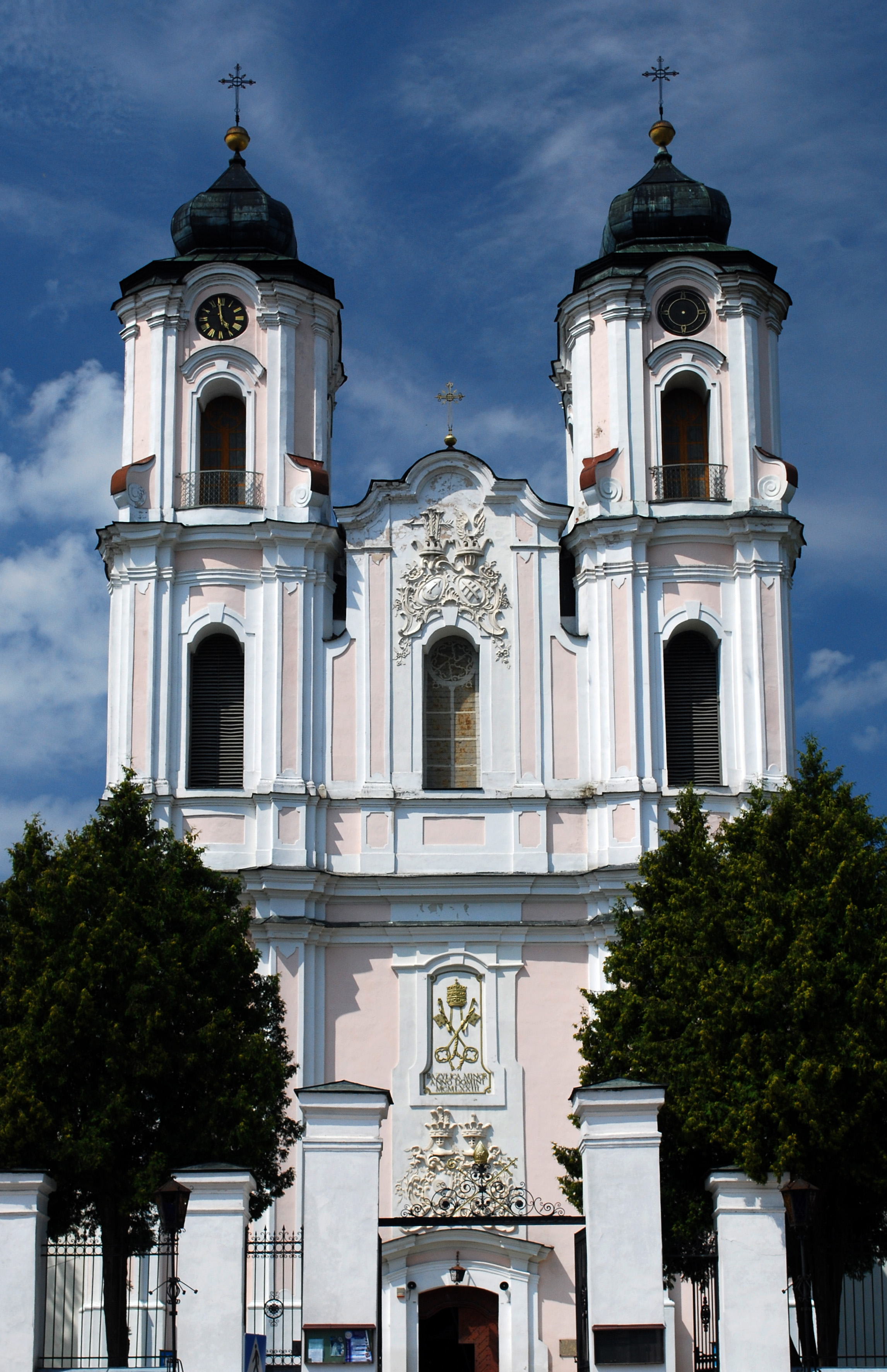
Fasada bazyliki

Kościół Nawiedzenia Najświętszej Maryi Panny jest zbudowany z cegły o wątku nowożytnym, w stylu baroku wileńskiego. Obok kościoła w Różanymstoku stanowi jedyny przykład tego typu świątyni na terenach obecnej Polski. 
Obiekt wpisany jest także do Rejestru zabytków województwa podlaskiego.

### Opis ogólny
Kościół jest sześcioprzęsłową halą bez wydzielonego prezbiterium. Przęsło zachodnie mieści w przyziemiu kruchtę, powyżej chór muzyczny. Świątynia posiada dwie kaplice – Serca Jezusowego z 1661 oraz Matki Boskiej z 1881. Wnętrze jest nakryte sklepieniem kolebkowym z lunetami wspartym na masywnych filarach na planie kwadratowym, do których przylegają pilastry. Kościół jest zwrócony w stronę zachodnią, a od strony wschodniej zamknięty dwuwieżową fasadą trójkondygnacyjną, przykrytą barokowymi hełmami. Wieże kościoła są jednymi z największych w województwie podlaskim. Fasada ma charakter zdecydowanie wertykalny, jest trójosiowa, dwukondygnacyjna.
Obecnie parafia przy ogromnym wsparciu władz lokalnych i centralnych, a także wiernych i Sejneńskiego Towarzystwa Opieki nad Zabytkami pracuje nad odnowieniem całego kompleksu z zachowaniem jak najbardziej zbliżonym do oryginału.
W przykościelnym Klasztorze Podominikańskim funkcjonuje utworzone i prowadzone przez Sejneńskie Towarzystwo Opieki nad Zabytkami Muzeum Diecezjalne i Etnograficzne, w których obejrzeć można szereg wystaw stałych i czasowych.
Plac przy bazylice – na wniosek Sejneńskiego Towarzystwa Opieki nad Zabytkami od 2008, decyzją Urzędu Miasta w Sejnach – nosi oficjalnie nazwę „Placu Podominikańskiego”.

### Fasada wschodnia
Osiemnastowieczna przebudowa i wzniesienie części chórowej po stronie wschodniej naruszyło respektowaną na terenie Rzeczypospolitej zasadę orientowania. Ma to jednak związek z osiowym założeniem urbanistycznym miasta. Jest to też nawiązanie do porządku rozpowszechnionego we włoskim baroku, który w tym czasie był natchnieniem dla architektów wileńskich.

### Wystrój wnętrza

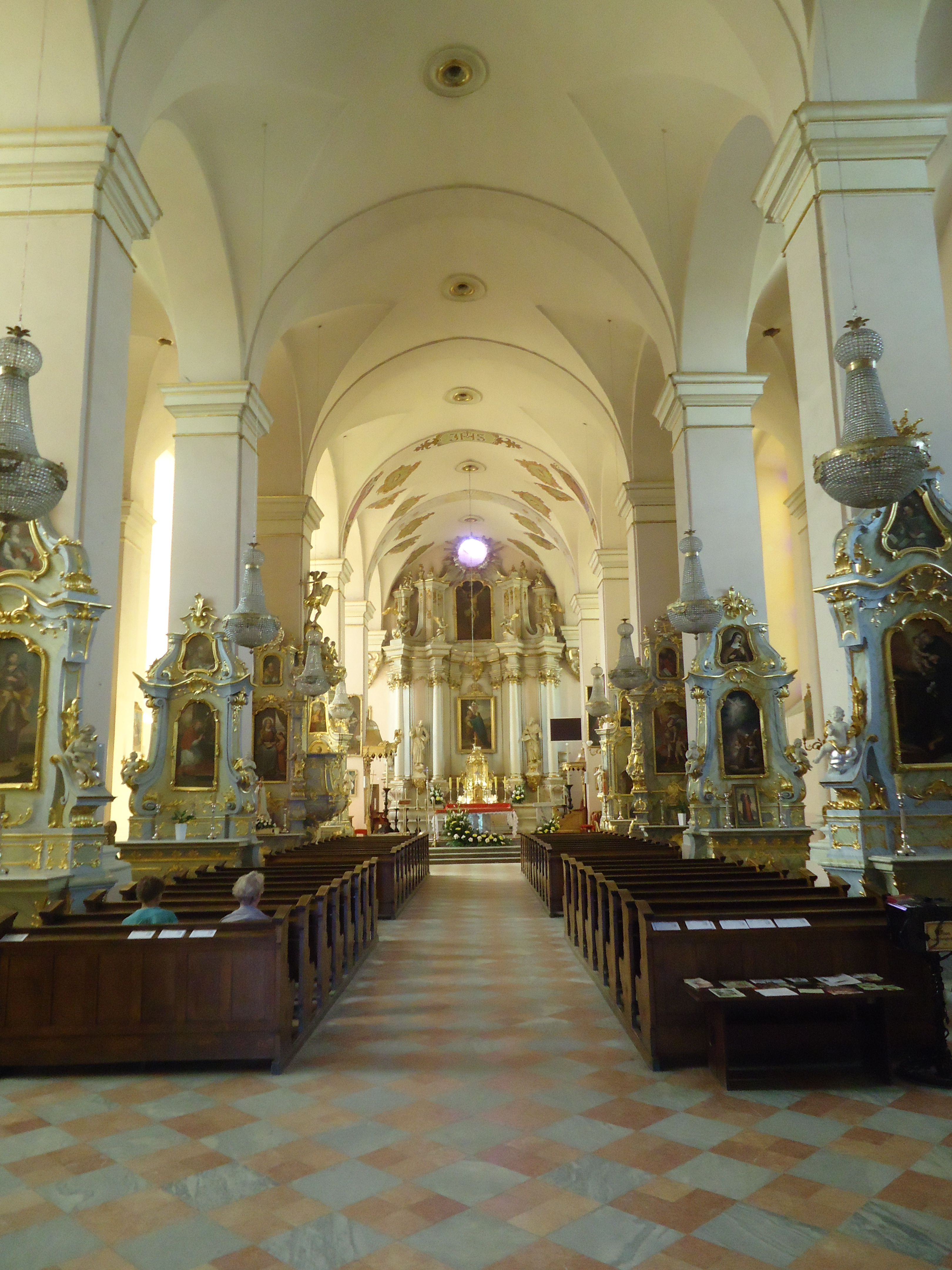
Wnętrze bazyliki

Większość wyposażenia świątyni: ołtarzy, malowideł jest wykonana w stylu barokowym i pochodzi z drugiej połowy XVIII w. Najcenniejszym elementem jest drewniana gotycka figura szafkowa Matki Boskiej z Dzieciątkiem z XV w. wykonana w kształcie tryptyku, będąca od XVII w. przedmiotem kultu religijnego. W całej Europie jest zaledwie kilka takich figur.
W nawie głównej kościoła w miejscu pierwotnego prezbiterium znajdują się zbudowane w 1907 organy neobarokowe, na których od 1993 odbywają się koncerty Międzynarodowego Festiwalu Organowego Młodych Juniores Priores Organorium Seinensis.
Parafia przy wsparciu władz, wiernych i Sejneńskiego Towarzystwa Opieki nad Zabytkami pracuje nad utworzeniem „Centrum Doskonalenia Wykonawców Muzyki Sakralnej”.

## Sanktuarium Matki Boskiej Sejneńskiej

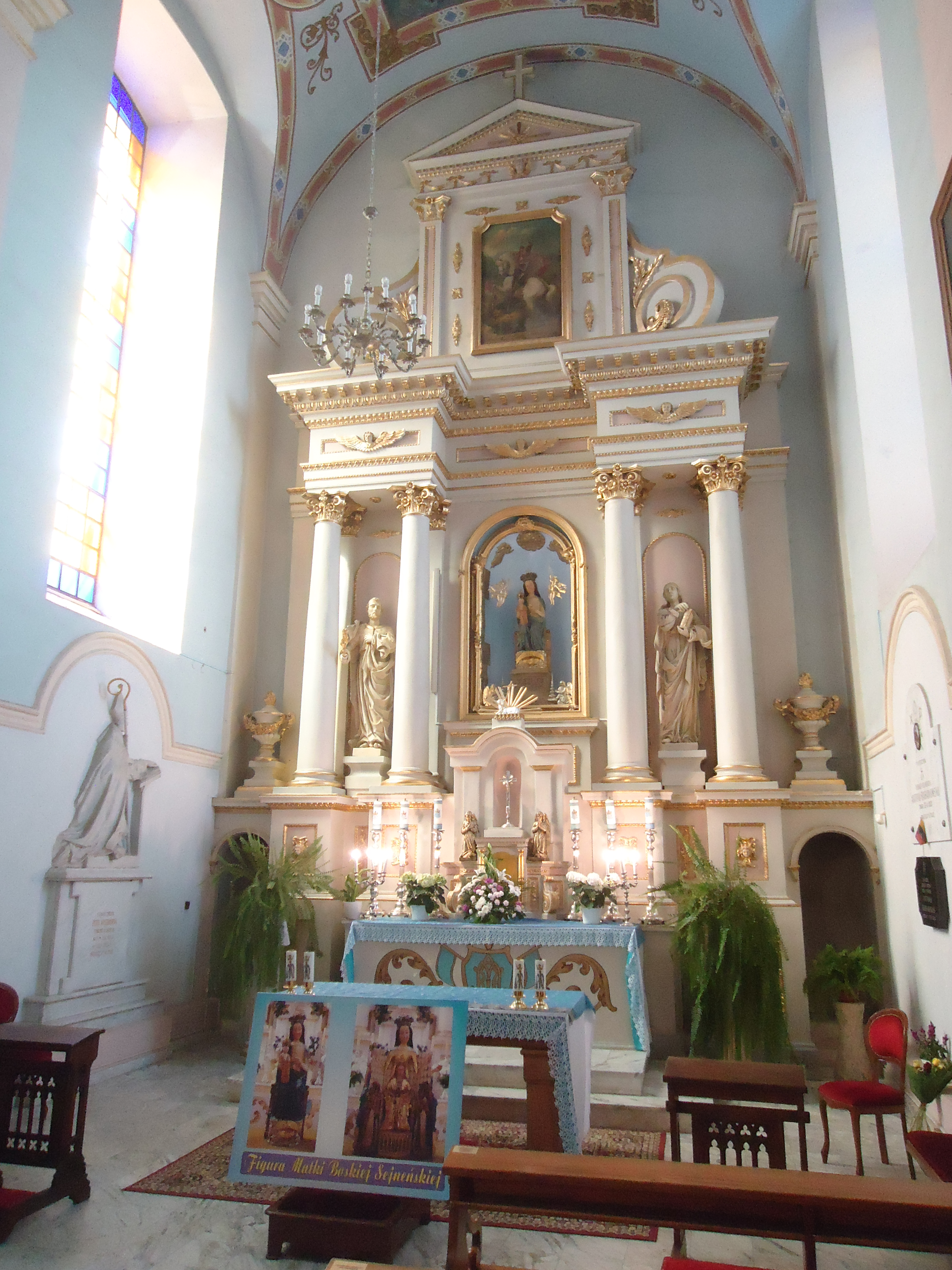
Ołtarz z figurą Matki Boskiej Sejneńskiej

Od 1610 kościół klasztorny w Sejnach był miejscem pielgrzymkowym i odpustowym. Szczególną czcią otaczano tutaj Maryję.
Na początku XVII w. do klasztoru sprowadzono słynącą łaskami drewnianą figurę Matki Bożej z Dzieciątkiem, którą początkowo opiekowali się dominikanie, a od XIX w. księża diecezjalni. Kult maryjny w Sejnach rozwijał się najsilniej w XVIII w. Osłabł w okresie międzywojennym w związku z marginalizacją znaczenia kościoła podominikańskiego oraz jego peryferyjnym i przygranicznym położeniem.
Odrodzenie sanktuarium w Sejnach nastąpiło w latach 70. XX wieku. Wpływ na to miały podniesienie kościoła parafialnego do rangi bazyliki mniejszej w 1973 oraz koronacja figury Matki Boskiej Sejneńskiej w 1975.